# Agami vert
Psophia viridis
Espèce
Statut de conservation UICN

 VU A4cd : Vulnérable
L’Agami vert (Psophia viridis) est une espèce d’oiseaux de la famille des Psophiidae.

## Habitat
Il habite les forêts humides de plaine tropicales.

## Répartition et sous-espèces
Son aire s'étend à travers le sud de l'Amazonie.
- P. v. viridis Spix, 1825 — interfluve du rio Madeira et rio Tapajós ;
- P. v. dextralis Conover, 1934 — interfluve du rio Tapajós et rio Tocantins ;
- P. v. obscura Pelzeln, 1857 — à l'est du rio Tocantins.